# Молль
Молль (нем. von der Mohl) — дворянский род.
Происходит от Бальтазара фон дер Молль, владевшего поместьями в Силезии в 1488 г. Аренд Арнольд фон дер Молль переселился в первой половине XVII века в Курляндию и был майором польской службы. Род Молль внесён в матрикул курляндского дворянства и в VI часть родословной книги Витебской губернии.

## Описание герба
В красном поле три серебряных лягушки (2+1).
Щит увенчан повернутым некоронованным дворянским шлемом. Нашлемник — серебряная лягушка, между двух красных орлиных крыльев. Намет красный с серебром.